# Живи комини
„Живи комини“ е български игрален филм (драма) от 2018 г. по сценарий и режисура на Радослав Спасов. Оператори Кирил Проданов и Делян Георгиев. Музиката е на Веселин Митев.
Филмът е заснет в село Ковачевица.

## Сюжет
В старинните къщи на планинско село са се заселили столични интелектуалци. След смъртта си един от тях - бохем и шегаджия, оставя сценарий за погребението си и видеозаписи, с които го режисира. Освен това е купил и място в гробището, където обаче останалите се натъкват на скала.

## Актьорски състав
| Роля                       | Изпълнител                |
| -------------------------- | ------------------------- |
| Владо                      | Ивайло Христов            |
| Силвия                     | Мария Коцева-Мума         |
| Боян                       | Никола Додов              |
| писателят Георги Дамянов   | Валентин Ганев            |
| кмета                      | Иван Савов                |
| кметицата                  | Бистра Кечеджиева–Кунчева |
| Томето                     | Димитър Коцев – Шошо      |
| професор Галин Динев       | Борислав Чучков           |
| Йорджето, приятел на Владо | Христо Бойчев             |
| Василка                    | Ангелина Славова          |
| Г-жа актрисата             | Илиана Китанова           |
| ветеринарен лекар          | Николай Урумов            |
| Ангел                      | Димитър Николов           |
| Феим                       | Павлин Петрунов           |
| Розие                      | Рая Пеева                 |
| историкът                  | Георги Тодоров-Жози       |
| хубавото бабче             | Марияна Крумова           |
| бай Танас „Шайката“        | Георги Поптомов           |
| Альо                       | Ангел Додуров             |
| Крумчо                     | Крум Папазов              |
| баба Калина                | Мария Игнатова            |
| жената в черно             | Илина Перянова            |
| гробарят Бенчо             | Сюлейман Джалев           |
| сестрата на Томето         | Боряна Стефанова          |
| Ането                      | Виктория Оганисян         |
| партиен секретар           | Георги Делиилиев          |
| Кирцата                    | Живко Джуранов            |
| баба Гица                  | Рафие Лекина              |
| баба Жейна                 | Блага Бакалчева           |
| баба Вера                  | Надежда Иванова           |
| баба Гергана               | Илинка Йорджева           |
| баба Белуша                | Стойна Дишлянова          |
| певицата                   | Лиляна Ангелова-Галевска  |
| ромският тартор            | Юлияна Герасимов          |
| треньорът на котки         | Александра Лазарова       |
| дете                       | Кристиан Веселинов        |
| дете                       | София Кунчева             |

### В епизодите
Стоян Цветков, Андон Хаджиев, Александър Джамбазов, Мария Луиза Мандаджиева, Али Скендеров, Стояна Влахова, Вера Стоилова, Памела Белянова, Добринка Романска, Катерина Перчева, Дилян Иванов, Александра Петрова, Димитър Ангелов, Александра Петрова
Илинка Йорджева, Мария Бенчева, Атидже Чолакова, Амиде Пехливанова, Сабиатка Ходжова, Фатме Дренчева, Ирина Жерева
Ани Аринова, Зара Ходжова, Али Феимов Ходжов, Сюлейман Османчев, Неджил Ходжов, Димо Пашов, Нейле Пашова, Ферда Лекина, Ибрахим Садъков, Фатме Джалева, Найле Капсъзова
Атичка Шаркова, Тодор Цветков, Васил Янкулски, Димитър Милев, Янус Капсъзов, Бекир Лекин, Косьо Косев, Соня Куртова, Мария Бозукова, Мурат Чолаков, Мехмет Муев, Али Манчев, Емил Шарков, Траяна Каписъзова, Роза Мингова, Катерина Влахова, Кръстьо Тунчев, Венцислав Гаргавелов, Янка Крачолова, Иван Дафов, Атанас Карагьозов, Васил Калоферов, Васил Кирев, Снежана Стоева, Марияна Табакова, Ирена Бутракова, Луис Жозе, Анелия Бутилова Жозе, Тодор Цветков, Илвие Кочакова, Бойко Бойчев, Кирил Монев, Ани Бихлюмова
Веселин Маджиров, Славей Маджиров, Петко Франгов, Димитър Димитров-Мишака, Лилия Галевска, Стойка Дишлянова

## Награди
- Най-добър актьор в поддържаща роля на Димитър Коцев – Шошо от Фестивала на българския игрален филм „Златна роза“ във Варна (2018)
- Най-добра актриса в поддържаща роля на Ангелина Славова от Фестивала на българския игрален филм „Златна роза“ във Варна (2018)
- Диплом от журито за оригинална музика на Веселин Митев от Фестивала на българския игрален филм „Златна роза“ във Варна (2018)